# Juan José Muñante
Juan José Muñante López (Pisco, 12 giugno 1948 – Miami, 23 aprile 2019) è stato un calciatore peruviano, di ruolo centrocampista.
Ala destra, era soprannominato el Jet.

## Carriera
Ha giocato in Perù e Messico.
Con la Nazionale peruviana prese parte al campionato del mondo 1978.

## Palmarès

### Club

#### Competizioni nazionali
- Campionato peruviano: 2

Universitario: 1969, 1971
- Primera División messicana: 1

UNAM Pumas: 1978

#### Competizioni internazionali
- CONCACAF Champions' Cup: 1

Necaxa: 1975